# 乔治·霍华德 (英国陆军元帅)
乔治·霍华德（The Rt. Hon. Sir George Howard, KB，1718年6月17日—1796年7月16日），英国陆军元帅。
他参加美国革命，在获得英国陆军元帅之前，他指挥过多个军团，包括第3步兵团，第1龙警卫兵团（国王的），和第7龙警卫兵军团（王后）。1793年10月12日他被授于英国陆军元帅，和早先的枢密院成员以及巴思骑士勋章。